# Конституция Южной Осетии
Конституция Республики Южная Осетия — основной закон частично признанной Республики Южная Осетия.

## История Конституции
Первая Конституция Республики Южная Осетия была принята 2 ноября 1993 года.
Действующая Конституция была принята на референдуме 8 апреля 2001 года.
Одним из соавторов действующей редакции является ныне действующий Председатель Конституционного Суда Республики Северная Осетия-Алания Станислав Кесаев.

## Структура Конституции
Конституция Южной Осетии состоит из 2-х разделов, 9-и глав и 93-х статей:
- Раздел I.:
  - Глава I. Основы Конституционного строя Республики Южная Осетия (статьи 1 — 17)
  - Глава II. Права, свободы и обязанности человека и гражданина (статьи 18 — 46)
  - Глава III. Президент Республики Южная Осетия (статьи 47 — 55)
  - Глава IV. Парламент Республики Южная Осетия (статьи 56 — 72)
  - Глава V. Правительство Республики Южная Осетия (статьи 73 — 76)
  - Глава VI. Судебная власть Республики Южная Осетия (статьи 77 — 86)
  - Глава VII. Прокуратура Республики Южная Осетия (статья 87)
  - Глава VIII. Местное государственное управление и самоуправление (статьи 88 — 91)
  - Глава IX. Конституционные поправки и порядок пересмотра Конституции (статьи 91 — 93)
- Раздел II. Заключительные и переходные положения